# Aérope

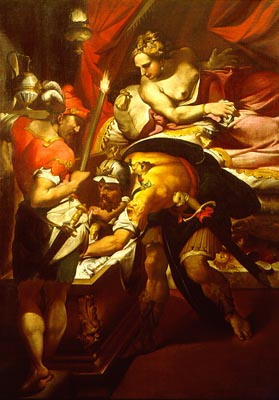
Giovanni Francesco Bezzi: Tiestes y Aérope.

En la mitología griega, Aérope o Eeropea (en griego antiguo Ἀερόπη, ‘cara brumosa’) fue una princesa cretense, hija de Catreo y nieta de Minos. En la versión homérica Aérope fue la esposa de Atreo pero en la hesiódica lo fue de Plístenes.
Su padre había recibido un oráculo acerca de que moriría a manos de uno de sus hijos, pero lo mantuvo en secreto. Sin embargo, su hijo Altémenes lo descubrió, y huyó a Rodas con su hermana Apemósine. Catreo entregó a Aérope y a su hermana Clímene al viajero Nauplio para que las vendiera como esclavas en un país extranjero. Este las llevó a Argos, donde la primera fue comprada y desposada por Plístenes, el rey del país, con quien fue madre de Agamenón, Menelao y Anaxibia.
Otra tradición cuenta que Catreo entregó a Aérope a Nauplio no solo por temor a morir sino porque ésta había tenido relaciones con un esclavo, encargándole que la arrojase al mar. Según esta misma versión Aérope casó con Atreo, quien habría sido el padre de Agamenón, Menelao y Anaxibia. Para conciliar ambas tradiciones, algunas fuentes señalan que Plístenes era el hijo o el padre de Atreo y que a su muerte Aérope casó con el segundo, quien crio a los hijos de Plístenes como suyos.
Aérope fue infiel a Atreo, siendo seducida por Tiestes. Robó secretamente una cordera de oro a su marido para entregárselo a su amante, lo que permitió a este hacerse con el trono de Micenas en lugar de Atreo, quien sin embargo logró recuperarlo gracias a la intervención de Zeus. En venganza, Atreo arrojó a Aérope al mar, mató a los hijos de Tiestes, los cocinó y los sirvió a su mesa. Tiestes comió la carne sin sospechar, pero cuando Atreo le mostró los pies y las manos, que había dejado aparte, lo vomitó y maldijo para siempre a los atridas. Los hijos que Aérope le dio a Tiestes fueron Tántalo y Plístenes.